# Chinezen in Vietnam

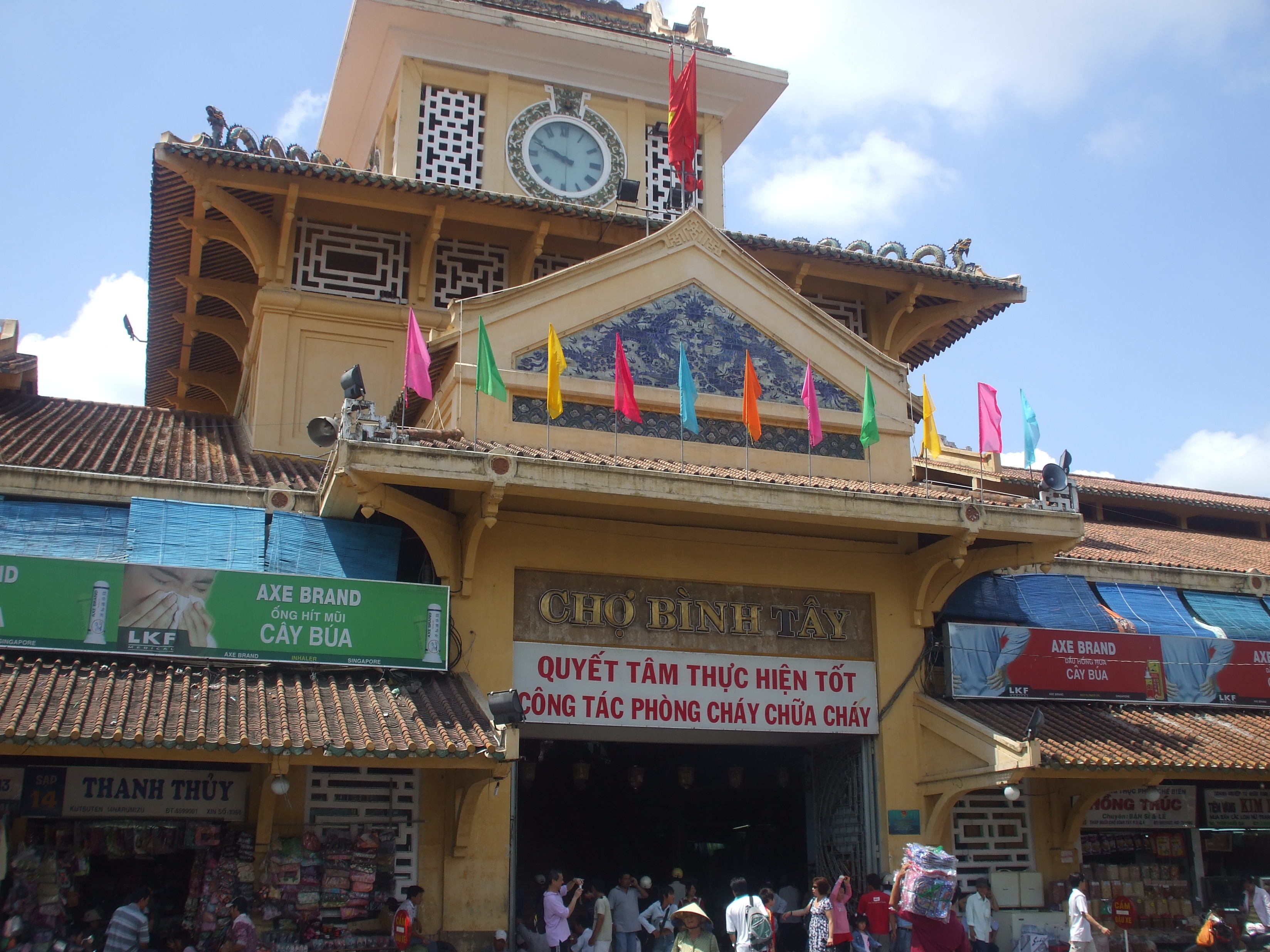
Chinese markt Chợ bình tây in Chợ Lớn, de Chinese buurt van Ho Chi Minhstad

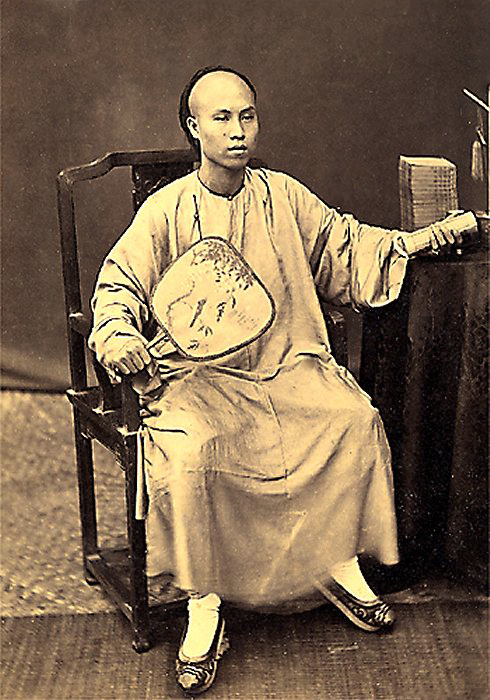
Hoa (Hanoi, 1885)

De Hoa, Chinese Vietnamezen of de Vietnamese Chinezen zijn mensen van Chinese afkomst (ook wel Chinezen in Vietnam genaamd) die in Vietnam wonen of geboren zijn. De Vietnamese overheid rekent de Chineestalige volkeren San Diu en de Ngai niet tot de Hoa. Volgens tellingen uit 1999 is 1,1% van de Vietnamezen van Chinese afkomst en staan daarmee op de zesde plaats van grootte van de bevolkingsgroepen van Vietnam.

## Geschiedenis
De Chinezen die hun land na de val van de Ming-dynastie naar Vietnam vluchtten, noemden zichzelf Minh-Hương (明鄉; pinyin: Míngxiāng), dat zegt dat Ming-China hun jiaxiang is. Deze Chinezen waren bang voor de Mantsjoes en de Qing-dynastie.
De tweede migratiestroom was van de 17e tot 19e eeuw. Deze Hoa kwamen oorspronkelijk uit de Chinese provincie Guangdong en zochten een nieuwe vestigingsplaats om hun armoede te ontvluchten. De laatste migratiestroom was in de jaren veertig van de twintigste eeuw.
Na de val van Zuid-Vietnam vluchtten zeer veel Chinese Vietnamezen het land uit door middel van gammele bootjes, omdat de Amerikaanse vliegtuigen overvol waren en geen passagiers meer wilde hebben. Deze bootvluchtelingen bouwden hun nieuwe bestaan op in landen als de Verenigde Staten, Australië, Hongkong, Canada, Frankrijk en Nederland. Een groot deel van de Vietnamezen in Nederland is van Chinese afkomst. Ze spreken meestal Standaardkantonees.
Het merendeel van de Vietnamezen in Frankrijk is van Chinese afkomst. Ze spreken meestal Chaozhouhua (een dialect uit Chaozhou) in plaats van het Standaardkantonees. Het merendeel van de autochtone Vietnamezen en de Chinese Vietnamezen in Frankrijk woont in Parijs Chinatown. Een groot deel van de Chinese winkels in de 13e arrondissement van Parijs heeft behalve Chinese namen, ook Vietnamese namen.
Nadat in 1979 oorlog uitbrak tussen Vietnam en Cambodja en dit laatste land hulp kreeg van Volksrepubliek China, begon de Vietnamese overheid met een anti-Chinese campagne. Veel Hoa verloren al hun geld en bezittingen. Dorpen met weinig Hoa takelden de enkele Hoa in het dorp af. Veel Hoa-vrouwen werden verkracht door autochtone Vietnamezen. Dit gebeurde ook op zee, toen vele Hoa op gammele bootjes piraten tegen het lijf liepen. Ze werden toen ook veelal beroofd.

## Verspreiding
De meeste Hoa in Vietnam wonen in Chợ Lớn, de Chinese wijk van Ho Chi Minhstad. 
De Hoa in Frankrijk wonen vooral in Parijs en die in Amerika wonen vooral in Orange County, Houston en San Jose. Sommige Chinatowns in Amerika hebben speciale straten met alleen Hoase winkels etc.